# Pré-en-Pail
Pré-en-Pail és un municipi francès situat al departament de Mayenne i a la regió de País del Loira. L'any 2007 tenia 2.108 habitants.

## Demografia

### Població
El 2007 la població de fet de Pré-en-Pail era de 2.108 persones. Hi havia 989 famílies de les quals 374 eren unipersonals (158 homes vivint sols i 216 dones vivint soles), 349 parelles sense fills, 220 parelles amb fills i 46 famílies monoparentals amb fills.
La població ha evolucionat segons el següent gràfic:
Habitants censats

### Habitatges
El 2007 hi havia 1.218 habitatges, 985 eren l'habitatge principal de la família, 81 eren segones residències i 151 estaven desocupats. 1.063 eren cases i 154 eren apartaments. Dels 985 habitatges principals, 645 estaven ocupats pels seus propietaris, 323 estaven llogats i ocupats pels llogaters i 18 estaven cedits a títol gratuït; 7 tenien una cambra, 102 en tenien dues, 231 en tenien tres, 303 en tenien quatre i 342 en tenien cinc o més. 717 habitatges disposaven pel capbaix d'una plaça de pàrquing. A 486 habitatges hi havia un automòbil i a 351 n'hi havia dos o més.

### Piràmide de població
La piràmide de població per edats i sexe el 2009 era:
| Homes | Edats   | Dones |
| ----- | ------- | ----- |
| 0     | 95 o +  | 8     |
| 4     | 90 a 94 | 24    |
| 12    | 85 a 89 | 40    |
| 16    | 80 a 84 | 24    |
| 48    | 75 a 79 | 68    |
| 64    | 70 a 74 | 68    |
| 88    | 65 a 69 | 84    |
| 48    | 60 a 64 | 72    |
| 40    | 55 a 59 | 56    |
| 76    | 50 a 54 | 56    |
| 40    | 45 a 49 | 68    |
| 104   | 40 a 44 | 68    |
| 88    | 35 a 39 | 72    |
| 56    | 30 a 34 | 48    |
| 88    | 25 a 29 | 68    |
| 24    | 20 a 24 | 48    |
| 60    | 15 a 19 | 68    |
| 68    | 10 a 14 | 72    |
| 64    | 5 a 9   | 48    |
| 60    | 0 a 4   | 52    |

## Economia
El 2007 la població en edat de treballar era de 1.245 persones, 848 eren actives i 397 eren inactives. De les 848 persones actives 760 estaven ocupades (417 homes i 343 dones) i 88 estaven aturades (44 homes i 44 dones). De les 397 persones inactives 181 estaven jubilades, 122 estaven estudiant i 94 estaven classificades com a «altres inactius».

### Ingressos
El 2009 a Pré-en-Pail hi havia 921 unitats fiscals que integraven 1.937,5 persones, la mediana anual d'ingressos fiscals per persona era de 15.281 €.

### Activitats econòmiques
Dels 146 establiments que hi havia el 2007, 4 eren d'empreses extractives, 7 d'empreses alimentàries, 10 d'empreses de fabricació d'altres productes industrials, 16 d'empreses de construcció, 29 d'empreses de comerç i reparació d'automòbils, 6 d'empreses de transport, 10 d'empreses d'hostatgeria i restauració, 2 d'empreses d'informació i comunicació, 8 d'empreses financeres, 7 d'empreses immobiliàries, 19 d'empreses de serveis, 13 d'entitats de l'administració pública i 15 d'empreses classificades com a «altres activitats de serveis».
Dels 52 establiments de servei als particulars que hi havia el 2009, 1 era una oficina d'administració d'Hisenda pública, 1 gendarmeria, 1 oficina de correu, 3 oficines bancàries, 4 funeràries, 5 tallers de reparació d'automòbils i de material agrícola, 1 taller d'inspecció tècnica de vehicles, 1 autoescola, 1 paleta, 3 guixaires pintors, 6 fusteries, 2 lampisteries, 3 electricistes, 5 perruqueries, 3 veterinaris, 5 restaurants, 4 agències immobiliàries, 1 tintoreria i 2 salons de bellesa.
Dels 14 establiments comercials que hi havia el 2009, 1 era un supermercat, 1 una botiga de menys de 120 m², 3 fleques, 2 carnisseries, 1 una llibreria, 1 una botiga de roba, 2 botigues d'electrodomèstics, 1 una botiga de mobles i 2 floristeries.
L'any 2000 a Pré-en-Pail hi havia 78 explotacions agrícoles que ocupaven un total de 2.176 hectàrees.

## Equipaments sanitaris i escolars
El 2009 hi havia 1 farmàcia i 1 ambulància.
El 2009 hi havia 1 escola maternal, 1 escola elemental i 1 escola elemental integrada dins d'un grup escolar amb les comunes properes formant una escola dispersa. Pré-en-Pail disposava d'un col·legi d'educació secundària amb 317 alumnes.

## Poblacions més properes
El següent diagrama mostra les poblacions més properes.